# Collision Inde-Asie

Évolution paléogéographique approximative de la collision entre l'Inde et l'Asie, du Crétacé supérieur au Cénozoïque.

La collision Inde-Asie est un événement tectonique qui a commencé il y a environ 60 millions d'années et se poursuit encore aujourd'hui. Elle résulte de la dérive vers le nord du bloc continental indien après son détachement du continent africain et a pour conséquences l'érection de l'Himalaya, le soulèvement du Tibet et l'essentiel de la tectonique de la Chine et de l'Asie du Sud-Est.
La collision entre les plaques continentales indienne et eurasienne est l'un des systèmes convergents les plus étudiés au monde, et de nombreux aspects demeurent toutefois controversés. Des questions telles que le début de la collision des continents, le moment où le plateau tibétain a atteint son élévation actuelle et les interactions entre les processus tectoniques et d'autres mécanismes géologiques sont encore débattues. Ces mécanismes sont essentiels dans la compréhension de l'évolution tectonique, du paléoclimat et de la paléontologie du Mésozoïque et du Cénozoïque, notamment l'interaction entre la croissance orogénique de l'Himalaya et le système de mousson asiatique, ainsi que la dispersion et la spéciation animale. Plusieurs hypothèses ont été proposées pour expliquer l'évolution de la paléogéographie du système de collision. Parmi les idées importantes, on trouve l'hypothèse de la collision synchrone, l'hypothèse de Lhassa-plano et le drainage vers le sud des principaux systèmes fluviaux.

## Début de la collision

### Définition
Le commencement d'une collision continentale est déterminé par n'importe quel point le long de la limite des plaques où la lithosphère océanique est complètement subductée, et où deux plaques continentales entrent en contact pour la première fois. Dans le contexte de la collision Inde-Asie, elle serait caractérisée par le premier point où la croûte océanique de la Néotéthys disparaît, marquant le contact initial entre les continents de l'Inde et de l'Asie. Ce processus est déterminé par un point précis en raison de l'irrégularité de la forme des marges continentales. La subduction complète de la croûte océanique pourrait se produire de manière asynchrone le long du front de collision. Différentes méthodes peuvent être utilisées pour estimer l'âge du début de la collision. Les preuves géologiques couramment utilisées incluent la stratigraphie, la sédimentologie et les données paléomagnétiques. La stratigraphie et la sédimentologie révèlent le transfert de matériaux d'un continent à un autre lors de la rencontre de deux continents, ainsi que les changements dans l'environnement de dépôt après la fermeture du bassin océanique et l'élimination complète de l'eau de mer. Les données paléomagnétiques révèlent une collision lorsque les paléolatitudes des deux marges continentales se superposent.
La datation du début de la collision entre l'Inde et l'Asie est mal défini, allant du Crétacé supérieur à l'Oligo-Miocène, en raison des interprétations divergentes des preuves géologiques par différents chercheurs.

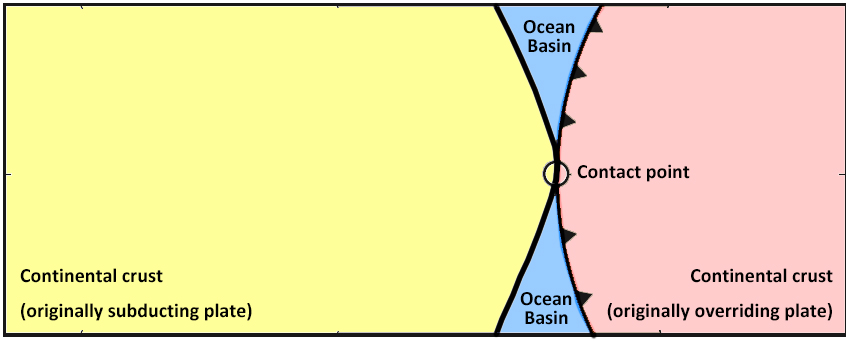
Figure illustrant la définition du début d’une collision continentale en vue planaire. Modifié d'après Hu (2016).

### Hypothèse de collision diachrone
L'hypothèse de collision diachrone implique des mécanismes à deux étapes de collision, dont la première étape commence entre le Paléocène et l'Éocène,.

#### Hypothèse de collision arc-continent paléogène

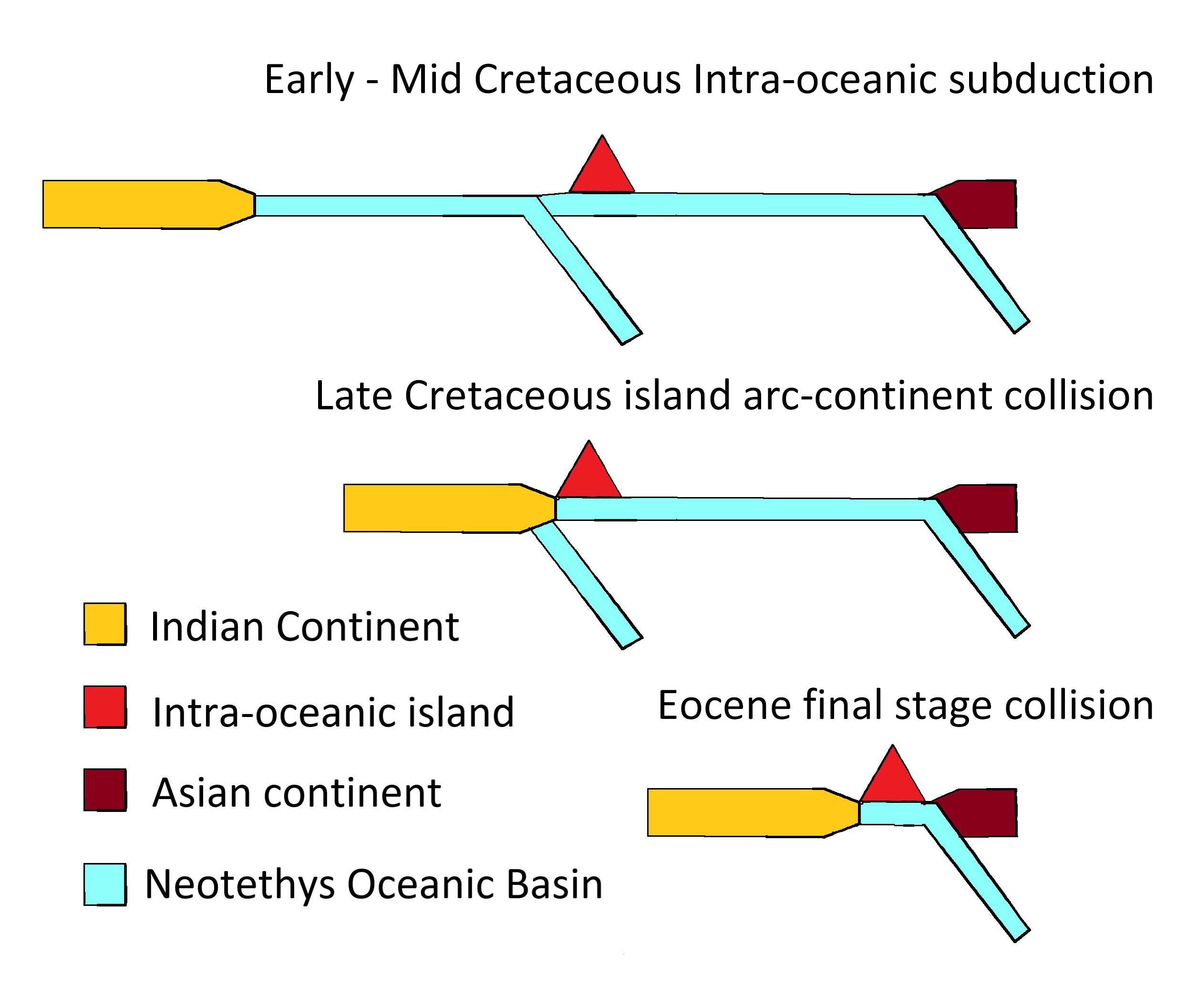
Coupe transversale montrant l'évolution du système de collision arc-continent en deux étapes par Aitchison 2000.

La collision arc-continent paléogène implique l'hypothèse que le continent indien a connu une collision en deux étapes. La première étape consiste en la collision avec un arc insulaire intra-océanique dans l'océan Téthys, il y a environ 55 millions d'années (Ma). La seconde voit la collision entre le continent indien (avec l'arc insulaire) et le continent asiatique vers 33 Ma. 
Cette hypothèse repose principalement sur l'observation de motifs lithostratigraphiques au sein et autour de la zone de suture Yarlung-Zangbo (YZSZ) au Tibet. Cette zone est constituée d'ophiolite et de roches volcaniques basaltiques à andésitiques, qui sont comparables aux séquences rocheuses typiques d'un système de subduction d'un arc insulaire. Le nord de l'YZSZ est le terrane de Lhassa du plateau tibétain, tandis que le sud en est le superterrane indien. Le fait que l'YZSZ sépare ces deux terranes suggère qu'il aurait pu s'agir d'un arc insulaire intra-océanique dans le passé, situé entre le bord continental du terrane de Lhassa et le bord continental du superterrane indien avant la collision. 
Les roches volcaniques du terrane de Zedong, appartenant à l'YZSZ, ont une teneur élevée en oxyde de potassium (K2O) et sont déterminées comme étant des shoshonites. Celles-ci sont des andésites basaltiques riches en potassium que l'on trouve couramment dans les contextes d'arc intra-océanique modernes. Cela appuie donc la thèse de l’île paléo-intra-océanique YZSZ. Cependant, des études récentes suggèrent que les roches volcaniques du terrane de Zedong ont été altérées de telle sorte que les rapports d'ions mobiles (K et Na par exemple) ne sont pas fiables. Les éléments immobiles tels que les rapports Zr/TiO2 doivent être utilisés à la place pour la classification. De nouvelles données suggèrent que les roches volcaniques du terrane de Zedong ont une composition calco-alcaline, qui est courante pour l'arc insulaire volcanique mais pas nécessairement insulaire intra-océanique. De plus, les roches volcaniques du terrane de Zedong partagent un schéma géochimique similaire avec les roches volcaniques du Jurassique inférieur du sud du terrane de Lhassa du plateau tibétain. Cela suggère que la zone de suture Yarlung-Zangbo fait partie de la marge continentale asiatique au lieu d'une île intra-océanique distincte. 

#### Hypothèse du bassin de la Grande Inde

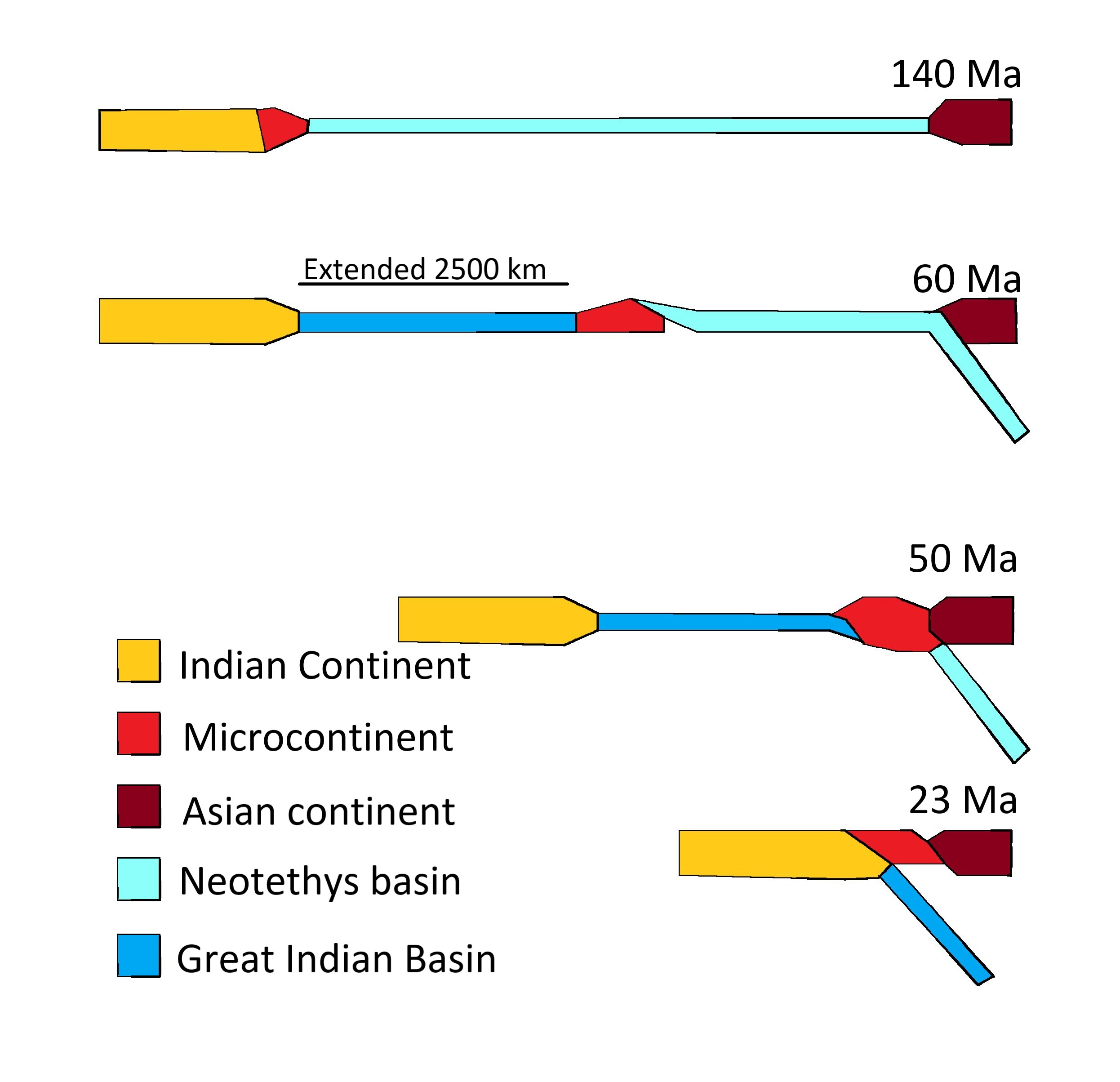
Coupe transversale montrant l’évolution du modèle du bassin du Grand Inde. Modifié d'après Van Hinsbergen (2012)

L’hypothèse du bassin de la Grande Inde suggère deux collisions entre l’Inde et le continent asiatique. La première étape s'est produite vers 50 Ma, lorsqu'un microcontinent de la plaque indienne est entré en collision avec le continent asiatique. Elle a été suivie par la subduction du bassin océanique de la Grande Inde, situé entre le microcontinent et le grand craton indien, sous le continent asiatique. La deuxième étape de la collision s'est produite après la destruction de la croûte océanique du bassin de la Grande Inde, où le principal craton indien est finalement entré en contact et a percuté la marge continentale asiatique (dont le microcontinent précédemment « fusionné », qui pourrait être le Plateau tibétain moderne) entre 25 et 20 Ma. 
Cette hypothèse repose principalement sur l’observation d’un raccourcissement de la croute moindre dans l’Himalaya. La convergence des plaques indienne et eurasienne depuis le Crétacé aurait dû conduire à un raccourcissement crustal d'environ 3 600 ± km 35. Cependant, le raccourcissement observé dans l’Himalaya et sur le continent asiatique ne représente que 30 à 50 % de la convergence totale. Le modèle du bassin du Grand Inde est donc proposé pour expliquer une telle observation, où la quantité totale de convergence a en fait été dispersée en deux étapes distinctes d'épaississement de la croûte, à savoir le soulèvement du microcontinent (plateau tibétain) et l'orogenèse himalayenne. La subduction et la disparition de la croûte océanique du Grand Bassin Indien sous le microcontinent réduisent la quantité mesurable de convergence totale exprimée par le raccourcissement de la croûte à la surface.
Les données paléomagnétiques suggèrent que le continent indien a connu une extension nord-sud avec des taux d'extension minimum de 4 à 6,7 cm/an pendant 118 et 68 Ma. De tels taux sont comparables aux enregistrements typiques de dérive intracontinental. Par conséquent, l’hypothèse du bassin océanique de la Grande Inde aurait pu exister et séparer un microcontinent du principal craton indien. Cependant, les archives rocheuses du complexe cristallin du Grand Himalaya, situé au sud du plateau tibétain et qui aurait dû contenir des restes du grand bassin océanique indien s'il avait existé, ne montrent aucune preuve à l'appui. Aucune obduction d'ophiolite du bassin océanique ni aucune suite rocheuse typique du système de subduction en tranchées d'arc n'ont été trouvées. 

### Hypothèse de la collision synchrone

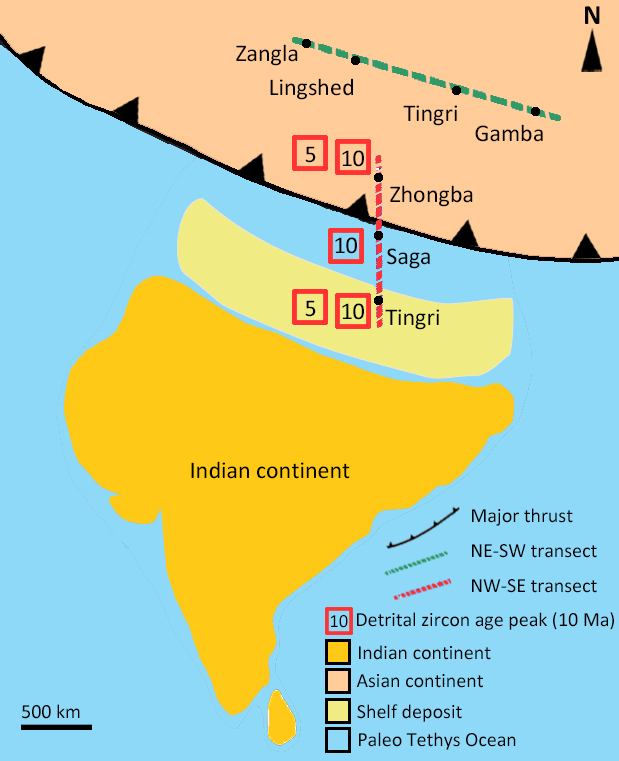
Carte simplifiée du système de collision Inde-Asie vers 59-56 Ma, où la collision entre deux continents vient de commencer, indiquant l'orientation des deux transects discutés ci-dessous. Modifié d'après Hu 2016.

L'hypothèse de la collision synchrone limite l'âge de début de la collision à 59 Ma, date les plus anciennes turbidites formées sur la marge passive du continent indien, ce qui indique l'arrivée de matériaux en provenance de la marge continentale asiatique active. Les preuves géologiques fournies par les roches datant de moins de 59 Ma et déposées au sommet de la séquence de turbidites peuvent être utilisées comme indicateurs pour retracer l'évolution tectonique après le début de la collision. Les différentes preuves documentées le long des sections NE-SO et NO-SE de la zone de collision entre l'Inde et l'Asie se corroborent mutuellement, soutenant l'hypothèse d'une collision « ponctuelle ». 
Changements de faciès (NE-SO)
- Les corrélations stratigraphiques du Paléocène à l'Éocène inférieur dans l'orientation NE-SO de l'Himalaya montrent que le changement d'environnement de dépôt est similaire dans le temps, sans discordance et seulement quelques dizaines de mètres de différences verticales[5]. Cela suggère que l’ensemble de la marge continentale indienne est entrée en collision avec la marge continentale asiatique à peu près au même moment[5].

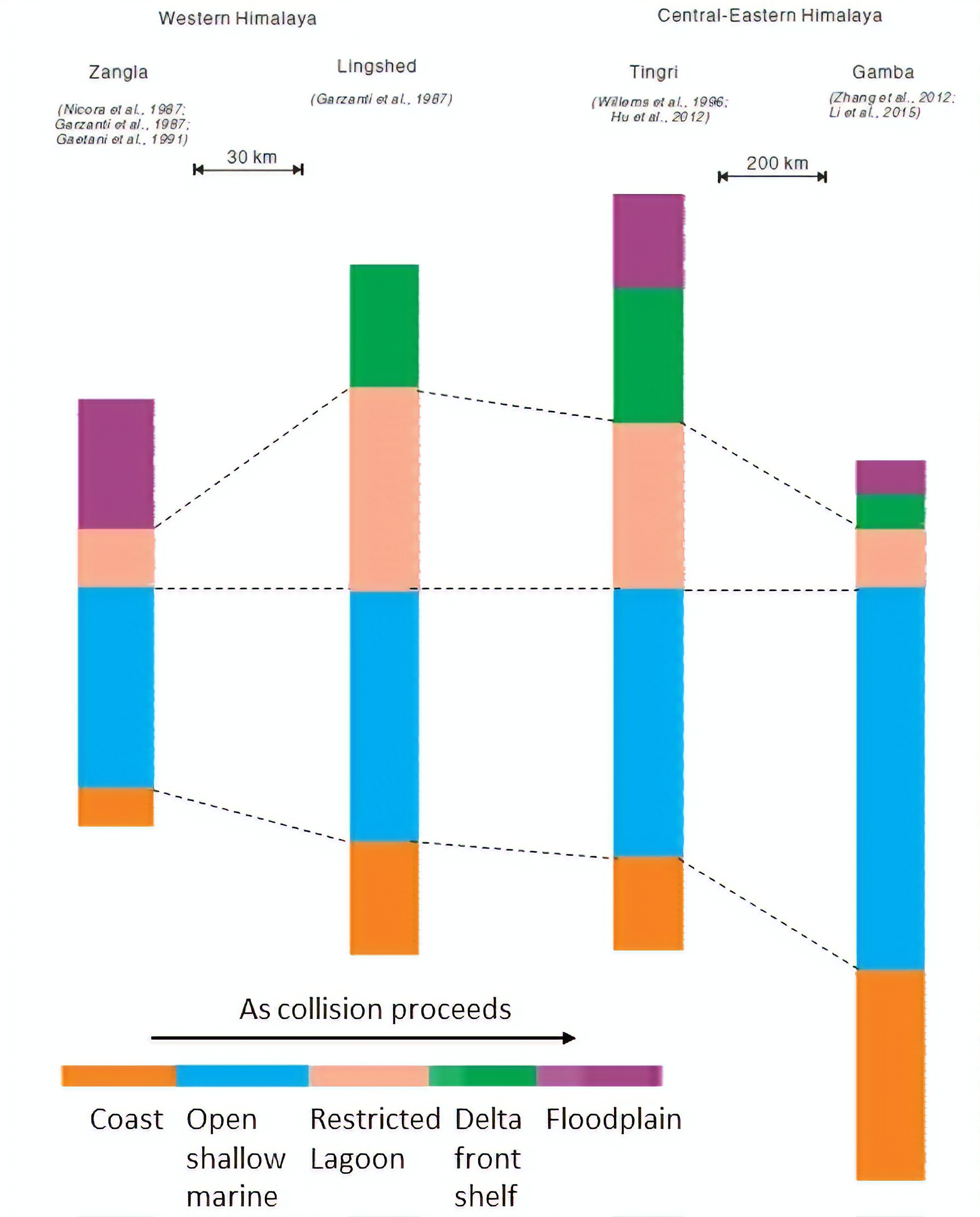
Stratigraphie séquentielle le long du transect NE-SW, comme le montre la ligne pointillée verte sur la carte ci-dessus, modifiée d'après Hu (2016).

Modèles d'âge détritique du zircon (NO-SE)
- Un transect de bassins paléo-syncollisonaux (59–56 Ma) sur la marge continentale asiatique active, le point de collision et la marge continentale indienne passive est considéré[5]. La géochronologie des zircons détritiques de ces bassins montre des pics du même âge à 50 et 100 Ma. Ceci suggère que l'origine des sédiments et le moment du remplissage du bassin le long de ce transect NO-SE sont les mêmes, excluant l'hypothèse d'un arc insulaire entre deux marges continentales et de plusieurs étapes de collision[20],[21],[22],[23],[5],[19].

## Soulèvement du plateau tibétain

### Évolution de la géomorphologie du Tibet

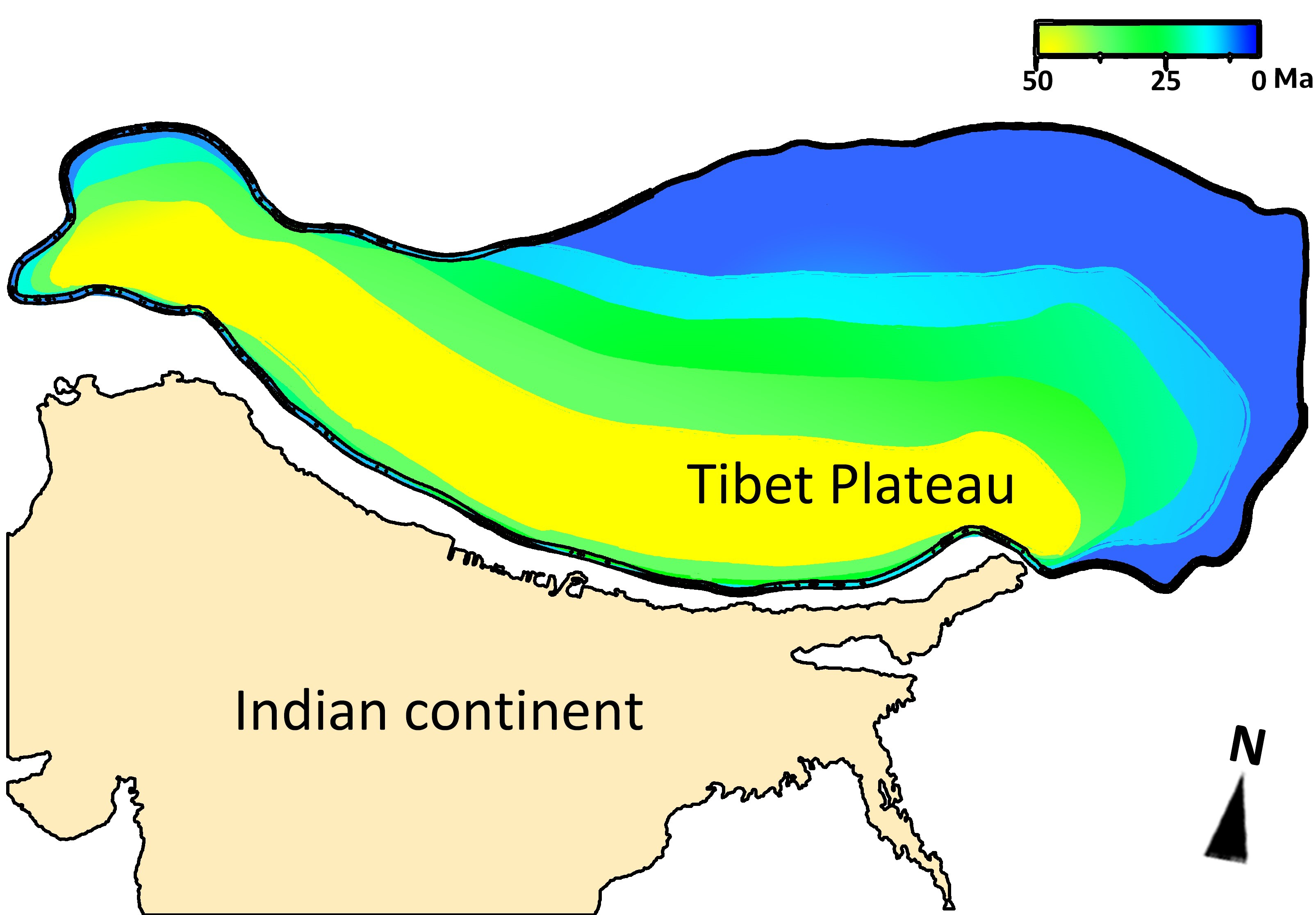
L'évolution de l'élévation du plateau tibétain au fil du temps. Le dégradé de couleurs illustre le moment estimé auquel la zone couverte a atteint son altitude actuelle (c'est-à-dire environ 4 à 5 km). Modifié d'après Mulch & Chamberlain (2006).

Quand et comment le plateau tibétain a-t-il atteint son élévation actuelle a longtemps été largement débattu. Le Tibet a une altitude moyenne de 5 000 m, ce qui en fait le plateau le plus élevé et l'une des caractéristiques topographiques les plus élevées de la planète. Il est très rare de voir la croûte terrestre atteindre un tel épaississement. C'est pourquoi il suscite l'intérêt scientifique. On pensait auparavant que son soulèvement était uniquement le résultat de la collision continentale indo-asiatique. Cependant, de plus en plus d'études ont révélé qu'il aurait pu atteindre son altitude actuelle dès le Crétacé (145–66 Ma). Des éléments scientifiques diversifiés ont été avancés pour soutenir une telle hypothèse, telles que la reconstruction paléomagnétique, la sédimentologie et la pétrologie ignée,, la géologie structurale et la géochimie. Par exemple, Ingalls et al. (2018) utilise l'isotope de l'oxygène δ18O dans l'eau météorique et Δ47 (isotope aggloméré) dans les carbonates non marins pour reconstruire la paléotempérature et la paléoprécipitation du plateau tibétain. Il est suggéré que sa partie sud se situe à environ 3 000–4 000 m de haut et ont une température moyenne de 10 °C dès 92 Ma, dans le Crétacé supérieur. Cela indique que le Tibet méridional devait déjà se situer à sa latitude subéquatoriale actuelle, où des températures aussi élevées que 10 °C, inhabituellement chaudes pour des régions très élevées, pouvaient être maintenues. 
Il est maintenant largement accepté que le Tibet s'est développé de manière différentielle, avec sa partie sud atteignant d'abord l'altitude actuelle, suivie de sa partie nord,,. Par exemple, Fei et al. (2017) utilise les thermochronologies 40Ar/ 39Ar et (U-Th)/He pour suivre la croissance du plateau au fil du temps et les résultats sont concluants. La figure ci-dessous illustre un modèle d'évolution général du moment où différentes zones du plateau tibétain ont atteint leur altitude actuelle. Bien que l'âge ne soit pas précisément déterminé, une tendance claire vers le nord peut être observée. 

### Modèles tectoniques d'épaississement crustal

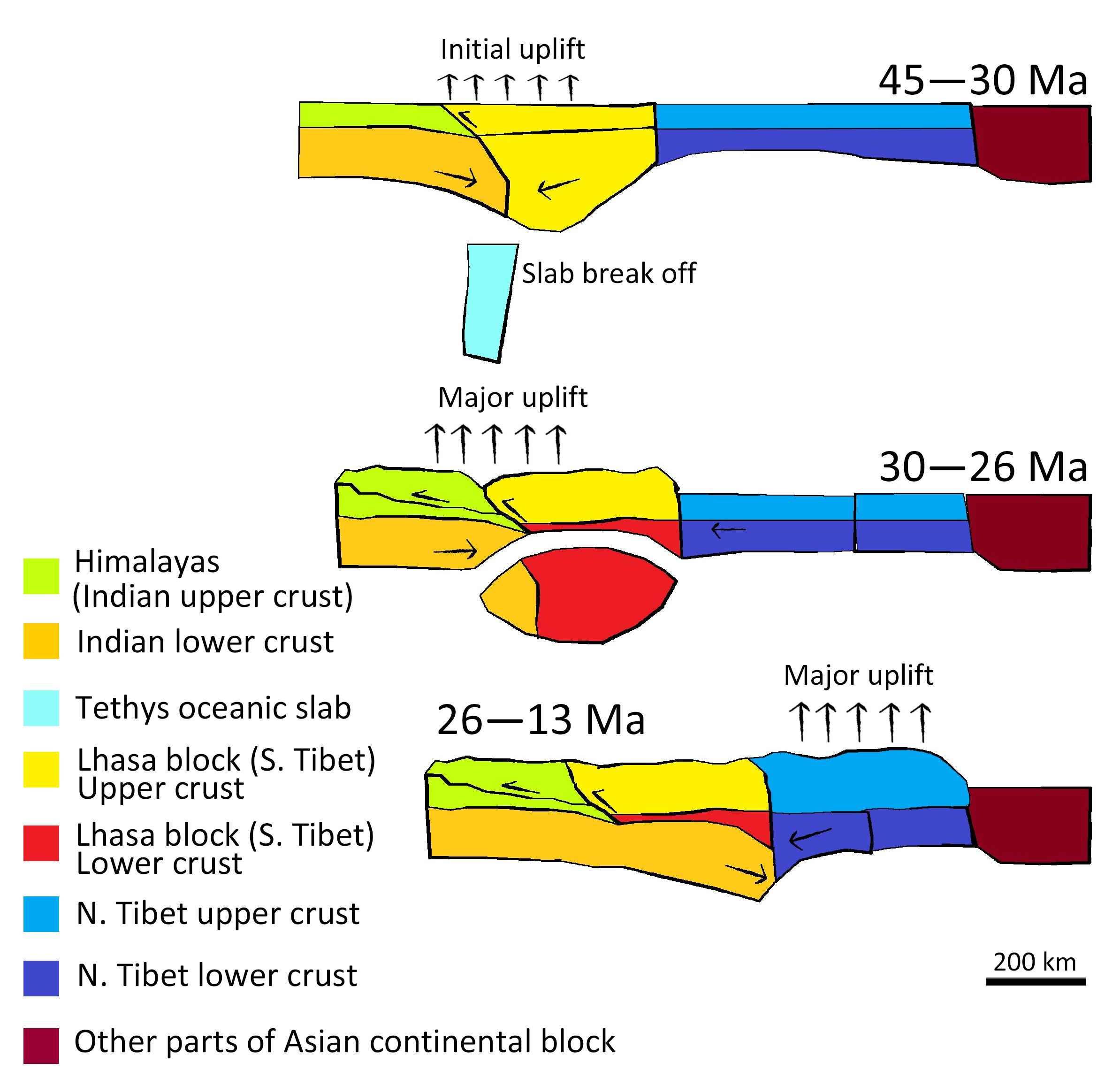
La figure illustre comment le soulèvement du Tibet résulte de la collision continentale indo-asiatique.

#### Modèle de soulèvement du Miocène
Le modèle du soulèvement du Miocène affirme que la collision indo-asiatique est la cause majeure du soulèvement du Tibet, ce qui est probablement erroné pour les raisons évoquées ci-dessus. Dans ce schéma, le bloc tectonique de Lhassa, qui correspond au sud du Tibet, a subi un soulèvement initial en raison de la force de compression résultant de la collision entre les plaques indienne et asiatique, ainsi que de la rupture de la dalle océanique de la Téthys (45–30 Ma). Ceci est conforté par la présence d’adakite dans le bloc de Lhassa. L'adakite est une roche intermédiaire à felsique d'habitude liée à la subduction océanique. L'analyse géochimique de l'adakite de Lhassa suggère qu'elle provient d'activités magmatiques déclenchées par la rupture de dalles. Cela renforce encore l’hypothèse selon laquelle le bloc de Lhassa serait soulevé lors de la phase initiale de collision continentale.
Par la suite, l'activité magmatique a pris fin avec la consolidation de la collision continentale. Les matériaux plus denses de la croûte continentale indienne et asiatique ont coulé vers la partie inférieure de la croûte, rendant cette dernière exceptionnellement dense et lourde. Sous l'effet de cette densification, la croûte inférieure s'est détachée et a coulé dans le manteau terrestre. Cette réduction de la densité de la croûte inférieure a diminué l'attraction gravitationnelle exercée sur le bloc de Lhassa, ce qui lui a permis de s'élever (30–26 Ma). En parallèle avec la compression intense et le chevauchement résultant de la collision, un épaississement considérable de la croûte a eu lieu, entraînant une phase significative de soulèvement dans le sud du Tibet. Au cours de la progression de la collision (26–13 Ma), le bloc continental du nord du Tibet a également été soumis à une compression, un chevauchement et un raccourcissement. Cette interprétation est étayée par les données thermochronologiques des traces de fission de l'apatite du plateau nord-tibétain, qui indiquent des phases d'exhumation et de compression rapides à partir de 20 Ma,.

#### Modèle de soulèvement mésozoïque

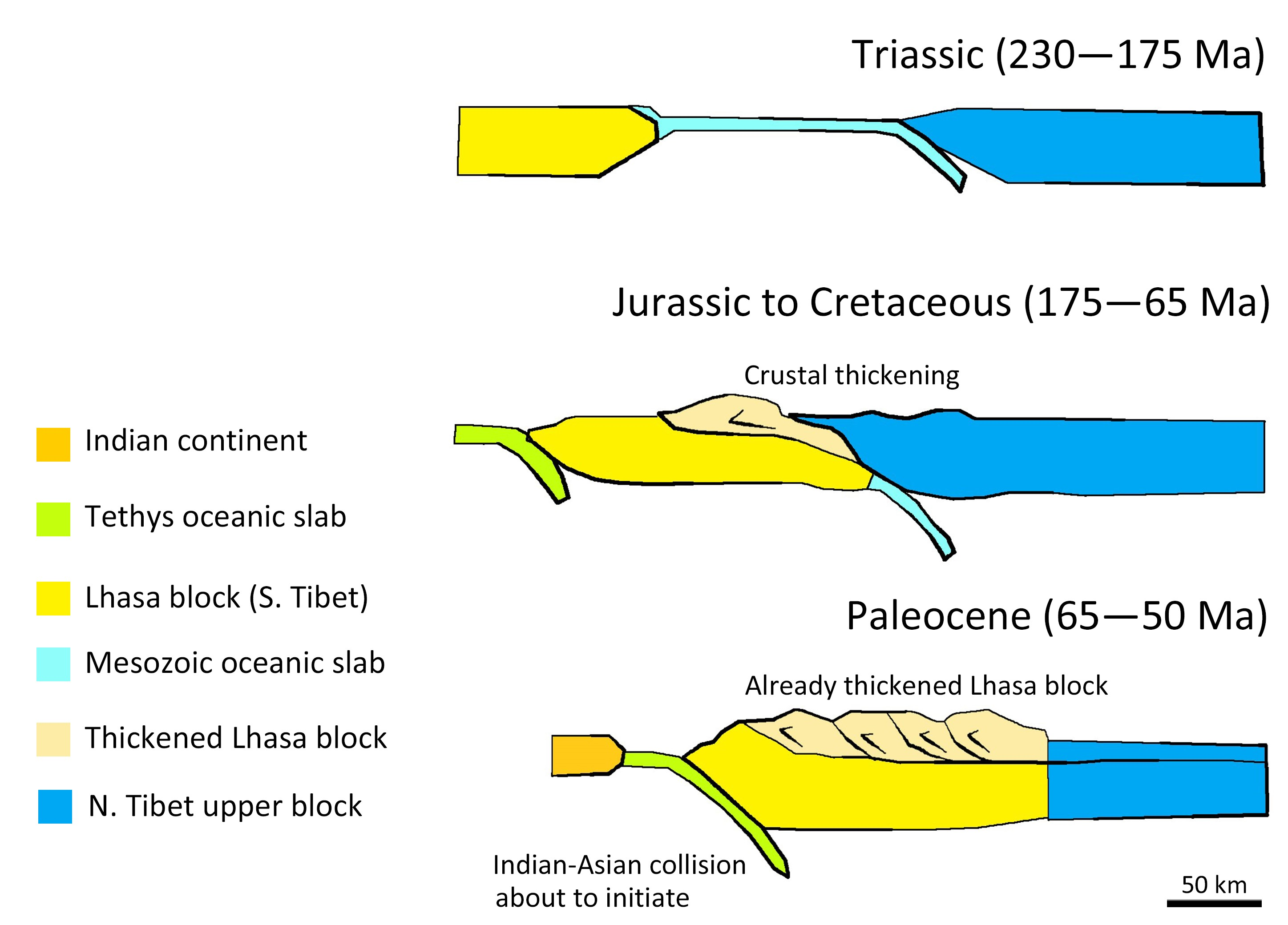
Figure illustrant comment le bloc de Lhassa (Tibet Sud) a connu un épaississement crustal intense au Mésozoïque.

Le modèle mésozoïque suggère que le sud du Tibet a connu un raccourcissement et un épaississement intenses de la croûte dès la période du Jurassique, et ce jusqu'au Crétacé. Le fait que la plaque indienne a commencé à se rapprocher de la plaque eurasienne au cours du Mésozoïque à la suite de la fragmentation du supercontinent Gondwana fait consensus. 
À l'ére du Mésozoïque, un bassin océanique séparait le bloc de Lhassa du bloc continental du nord du Tibet. La subduction de la plaque océanique sous le Nord Tibet a débuté au Trias. Pendant le Jurassique et le Crétacé, l'océan mésozoïque est resté fermé. La collision entre le bloc continental de Lhassa et le bloc continental du nord du Tibet est la cause d'un raccourcissement et d'un épaississement significatifs de la croûte terrestre du bloc de Lhassa (sud du Tibet). La fermeture de l'océan mésozoïque, la collision continentale entre le bloc de Lhassa et le bloc du Tibet Nord, ainsi que l'épaississement crustal précoce du bloc de Lhassa, sont mis en évidence par la présence de roches métamorphiques à ultra haute pression dans la ceinture métamorphique de Changtang, située dans le Tibet central.
Au moment de la collision des continents indien et asiatique, le sud du Tibet avait déjà atteint 3 000 à 4 000 m d'altitude,,. La force de compression découlant de la collision indo-asiatique a encore accru l'élévation du bloc de Lhassa et déclenché un épaississement de la croûte dans le nord du Tibet à mesure que le continent indien progressait vers le nord.
Bien que le moment de l'épaississement du bloc de Lhassa dans ce modèle concorde avec les preuves géologiques disponibles, les détails restent controversés.

### Consensus
Bien que la chronologie précise de l'apparition des divers événements géologiques impliquant le plateau tibétain reste largement débattue, il existe un consensus général sur l'évolution de la configuration des blocs continentaux au fil du temps parmi les différentes propositions d'études. Royden et al. (2008) a proposé un modèle de reconstitution tectonique pour illustrer comment les blocs continentaux du nord et du sud du Tibet ont évolué tout au long de la collision indo-asiatique.
Ce modèle souligne également que le bloc de Lhassa a été déformé en premier, suivi du bloc du nord du Tibet. De plus, la collision entre le bloc de Lhassa et le bloc du nord du Tibet s'est produite plus tardivement à l'est qu'au sud. Cela suggère que les mécanismes de collision pourraient être complexes et nécessiter une étude approfondie. Il est peu probable qu'un seul modèle tectonique puisse expliquer l'ensemble du processus. Bien que le modèle de soulèvement mésozoïque mentionné ci-dessus soit cohérent avec le début du raccourcissement de la croûte du sud du Tibet, d'autres détails doivent être affinés.

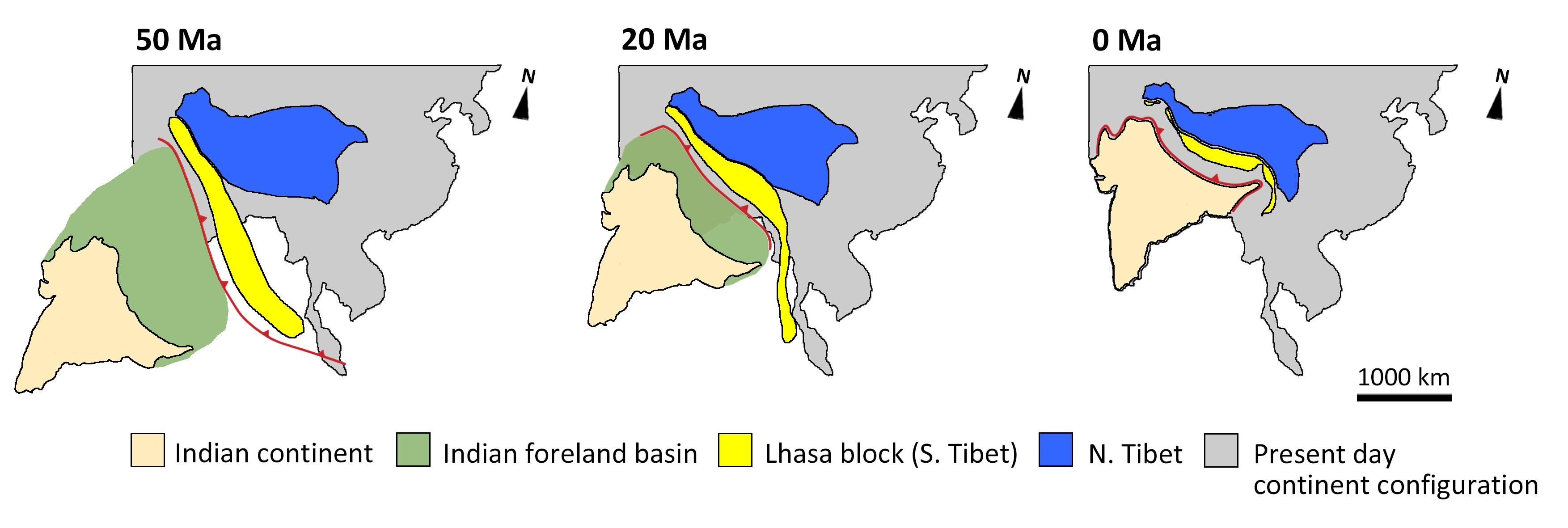
Évolution paléogéographique généralisée du plateau tibétain. Seuls les blocs tectoniques d'intérêt, c'est-à-dire le bloc de Lhassa représentant le Tibet Sud (en jaune) et le bloc simplifié du Tibet Nord (en bleu) sont représentés. L’âge déduit dans ce modèle ne correspond pas nécessairement au moment du début de la collision, comme indiqué dans les sections ci-dessus. Modifié d'après Royden (2008).

### Soulèvement actuel
Les mesures GPS montrent que le plateau tibétain se soulève à une vitesse de l'ordre du millimètre par an. Ce soulèvement est partiellement tectonique (la collision Inde-Asie, toujours en cours) et partiellement isostatique (perte d'eau et de glace) : respectivement 0,31 ± 0,32 et 0,46 ± 0,08 mm/an, en moyenne.

## Configuration paléo-drainage

### Modèle de drainage répondant aux processus tectoniques

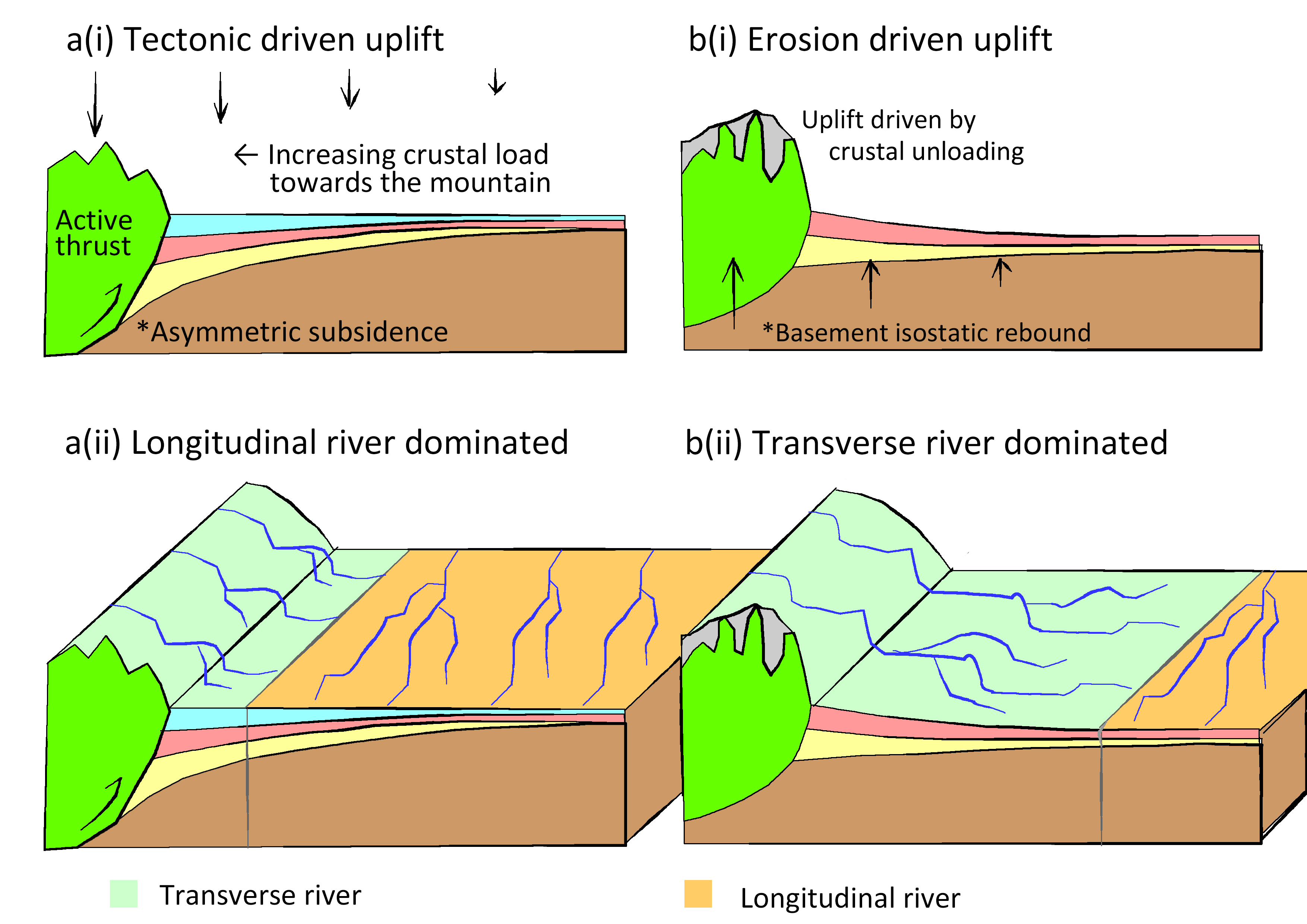
Image illustrant comment le soulèvement dû à la tectonique et à l'érosion entraîne différents modèles de drainage dominant la zone. Modifié d'après Burbank (1992).

Les rivières sont formées par l’érosion de la surface terrestre. Les réseaux de drainage qu'elles tracent, fournissent des données non seulement sur les conditions hydrologiques, mais également sur la géologie et l'évolution tectonique. Burbank a exposé un modèle pour expliquer comment une surrection provoquée par différents facteurs peut entraîner différents modèles de drainage, où le soulèvement est le mouvement ascendant de la masse continentale par rapport au centre de la Terre. 
Dans le cas d'un soulèvement tectonique, un front de poussée actif est présent, poussant continuellement les matériaux crustaux vers le haut. Cette poussée accrue exerce une pression sur la surface terrestre, entraînant un affaissement du sol. Plus un point est proche du front de poussée, plus l'effet du poids de la croûte soulevée sur la surface terrestre est important, entraînant un affaissement asymétrique. Les régions proches du front de poussée subissent un affaissement plus important, tandis que les régions plus éloignées subissent un affaissement moindre. Ce phénomène se manifeste dans la forme en éventail asymétrique des strates sédimentaires déposées lors de l'affaissement : les couches les plus proches du point d'affaissement maximal sont plus épaisses, tandis que les couches plus éloignées sont plus minces. 
Le soulèvement dû à la tectonique favorise la dominance des rivières longitudinales plutôt que transversales dans une région. Les rivières transversales coupent perpendiculairement les crêtes des montagnes, tandis que les rivières longitudinales s'alignent parallèlement à celles-ci. Lorsque des soulèvements et des affaissements actifs se produisent, un espace est rapidement et continuellement créé, tandis que l'érosion reste relativement lente. Par conséquent, les rivières transversales, qui se développent sur les chaînes de montagnes soulevées, ne peuvent pas s'étendre au-delà de la zone la plus proche du front de chevauchement, où l'affaissement est plus prononcé. Ainsi, ce sont les rivières longitudinales qui dominent la majeure partie de la zone.
Dans le cas d'un soulèvement dû à l'érosion, il n'y a pas de front de poussée actif. Le soulèvement de la croûte est déclenché par le rebond isostatique, où l'érosion constante et l'élimination des matériaux réduisent le poids ajouté à la croûte terrestre, la faisant « rebondir » plus haut. Étant donné que l'érosion est dominante dans toute la zone, le soulèvement ne se limite pas aux sections proches de la chaîne de montagnes. Le taux de soulèvement est plutôt uniforme dans l'ensemble du bassin versant, ce qui se reflète dans la forme symétrique et l'épaisseur égale de la couche sédimentaire déposée lors du soulèvement.
Lorsque le soulèvement est induit par l'érosion, les rivières transversales deviennent prédominantes dans la région au lieu des rivières longitudinales. Pendant une érosion active et un rebond isostatique, l'espace disponible diminue rapidement et continuellement, tandis que le taux de sédimentation augmente également. En conséquence, les rivières transversales issues des chaînes de montagnes surélevées peuvent s'étendre bien au-delà de leur base. Les rivières longitudinales ne dominent que dans les parties distales du bassin versant.

### Évolution des grands systèmes fluviaux et leurs implications
Le sédimentologue Michael E. Brookfield (1998) a reconstitué l'évolution des principaux systèmes fluviaux de la zone de collision en se basant sur l'histoire tectonique de la région. Les bouleversements les plus drastiques dans les schémas de drainage s'y seraient produits entre le Pliocène et le Quaternaire (à partir de 5,3 Ma) — le détail de ces changements dans les processus fluviaux n'est pas discuté ici. Brookfield se focalise sur la manière dont les systèmes fluviaux de la région se sont modifiés avec les processus géologiques changeants au fil du temps, ainsi que la manière dont les schémas de drainage régionaux sont capables de refléter l'évolution tectonique. 
Avant la collision continentale, définie comme antérieure à 50 millions d'années selon le modèle de Brookfield, les systèmes fluviaux longitudinaux prédominaient sur le continent asiatique, où les principaux cours d'eau s'écoulaient parallèlement à la poussée régionale qui se rapprochait. Lors de la collision, datée de 20 millions d'années selon le modèle de Brookfield, la configuration des canaux fluviaux a été influencée par l'approche du continent indien. Bien que les principaux cours d'eau conservaient une direction parallèle au chevauchement, ils se sont courbés de part et d'autre du continent indien sous l'effet de la force de compression exercée sur le bassin versant. Cette modification est particulièrement visible dans le cas de l'Indus et du Gange. Alors que l'Indus, coulant vers l'ouest, contourne la limite ouest du chevauchement, le Gange, orienté vers l'est, contourne la limite est du chevauchement.
De nos jours, la configuration régionale du drainage est très différente de ce qu'elle était à l'origine. Avant le début de la collision continentale, la plupart des systèmes fluviaux s'écoulaient vers l'est, à l'exception de l'Indus. Actuellement, la plupart des rivières coulent du sud au sud-est. Le Salouen, le Yom, le Mékong et le fleuve Rouge sont notablement courbés autour de la "pointe" nord-est du continent indien. En examinant de plus près les schémas de déformation dans ces bassins fluviaux, un modèle de déformation en deux phases dans l'est de l'Himalaya est confirmé. Cela démontre que les cours d'eau sont des indicateurs fiables de la tension crustale et sont précieux pour reconstituer l'histoire tectonique régionale. De plus, l'Indus et le Gange coulaient initialement parallèlement à la poussée régionale du continent asiatique, mais ils coulent désormais perpendiculairement. Ils ont traversé cette poussée et se sont étendus sur le continent indien, conformément au modèle mentionné précédemment proposé par Burbank (1992). Étant donné que le soulèvement tectonique s'est considérablement ralenti aujourd'hui par rapport au début de la collision, la région actuelle de la collision indo-asiatique est dominée par des processus d'érosion. Par conséquent, des rivières telles que l'Indus et le Gange, qui prennent leur source dans le bloc de Lhassa, peuvent couler comme des rivières transversales et s'étendre au-delà de la partie proximale de la chaîne de montagnes de l'Himalaya.

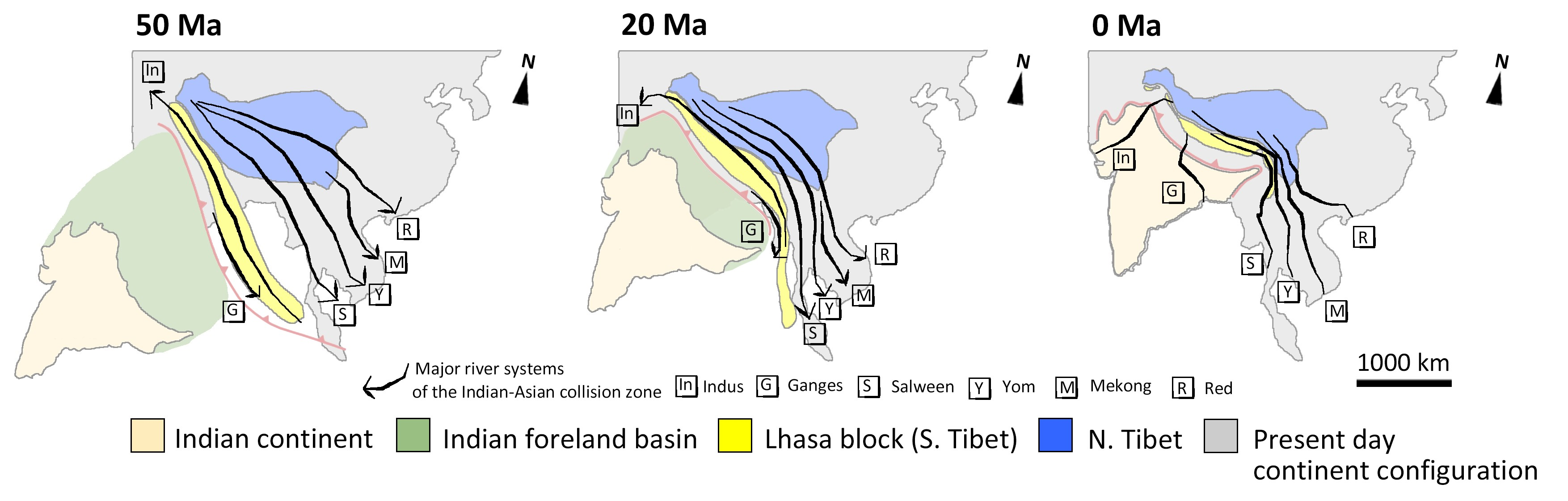
Évolution des principaux systèmes de drainage de la zone de collision indo-asiatique, modifiée d'après Brookfield (1998). Carte de base modifiée d'après Royden (2008), montrant l'évolution de la configuration des blocs continentaux au fil du temps.

## Paléogéographie et paléoclimat

### Le système de mousson en Asie du Sud et le débat

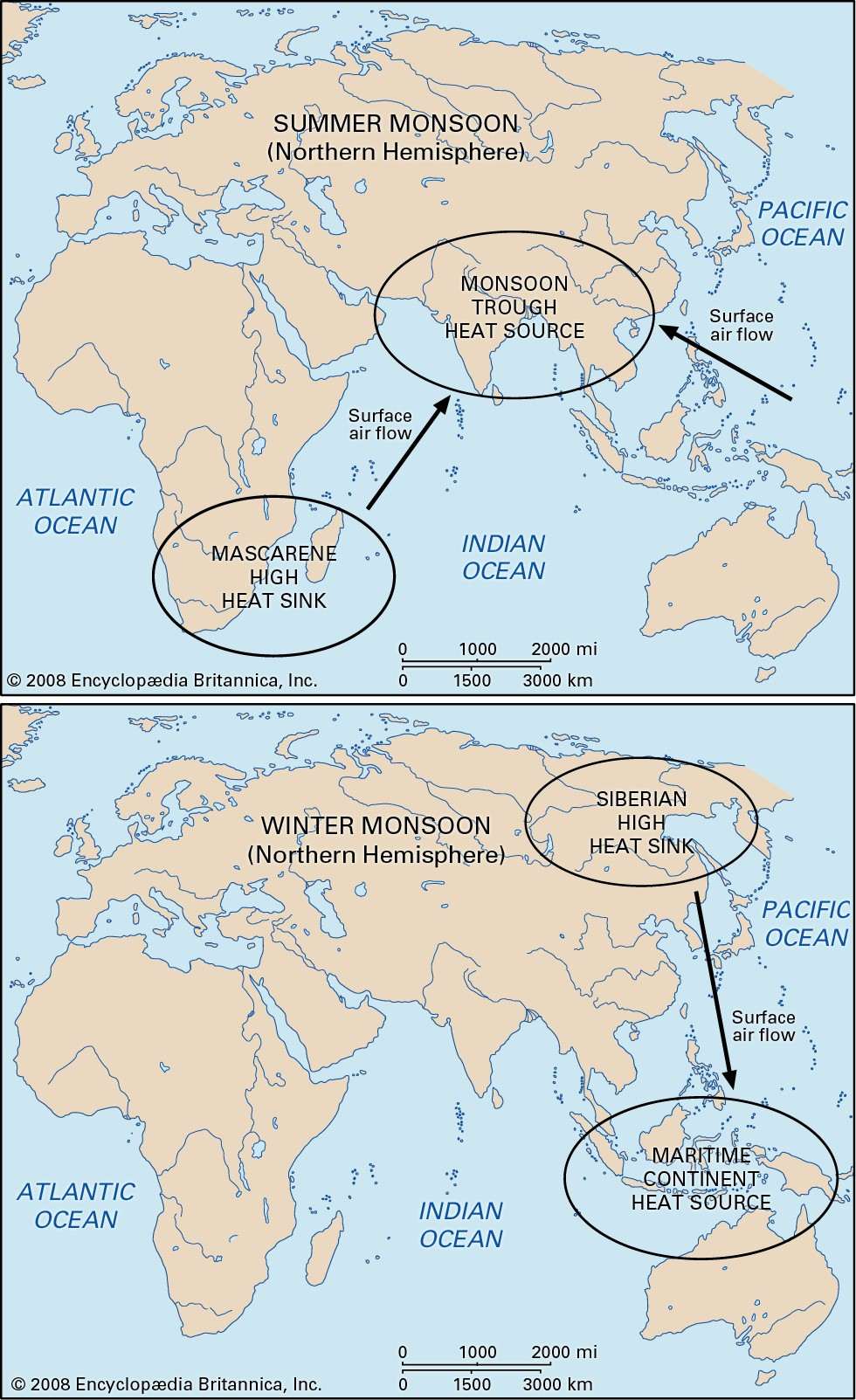
Sources de chaleur et sources de chaleur climatiques pour les moussons d’été et d’hiver d’Asie du Sud.

Le système des moussons d'Asie du Sud (en) affecte principalement les continents d’Asie du Sud et les plans d’eau environnants. Dans ce système particulier, la mousson estivale souffle en direction du littoral nord-est tandis que la mousson hivernale souffle en direction du large depuis l'ouest. La force motrice des systèmes de mousson est la différence de pression entre les masses terrestres et les masses d'eau. Cela est le plus souvent le résultat du chauffage différentiel de la terre et de la mer en raison de la différence de capacité thermique spécifique. Cependant, dans le cas du système de mousson d'Asie du Sud, le gradient de pression important est induit par l'Himalaya et le plateau tibétain. L'Himalaya constitue la plus haute chaîne de montagnes du monde. En été, la masse d'air à travers l'Asie du Sud se réchauffe en général. En revanche, la masse d'air au-dessus de l'Himalaya et du Tibet subit un refroidissement adiabatique et descend rapidement, formant une cellule de haute pression intense. Cette cellule est donc capable de faciliter le flux d'air vers la terre, soutenant ainsi la mousson estivale soufflant vers le littoral.
Le début de la mousson en Asie du Sud est mal déterminé car les données paléoclimatiques disponibles sont parcellaires. Il est toutefois généralement admis qu'elle s'est produit la première fois pendant la transition climatique Éocène-Oligocène (à partir de 33,9 Ma). Les mécanismes à la base de son apparition font l'objet de débats et restent mal compris. D’une part, on pense que le soulèvement de l’Himalaya et du plateau tibétain en est le principal déclencheur, puisque seule une masse continentale aussi élevée peut modifier les configurations régionales des flux d’air,,. D'autre part, la modélisation numérique et les données thermochronologiques suggèrent que le soulèvement éocène de l'Himalaya et du Tibet est provoqué par une dénudation intensifiée par la mousson, c'est-à-dire un soulèvement provoqué par l'érosion,. Cela donne lieu à un paradoxe de type « de l'œuf ou de la poule ».

Visualisation animée de la mousson d'Asie du Sud basée sur l'ensemble de données de précipitations quasi-globales de plus de 30 ans du Climate Hazards Group InfraRed Precipitation with Station data (CHIRPS), analysé et visualisé à l'aide de Google Earth Engine.

### Le modèle de flux de canal

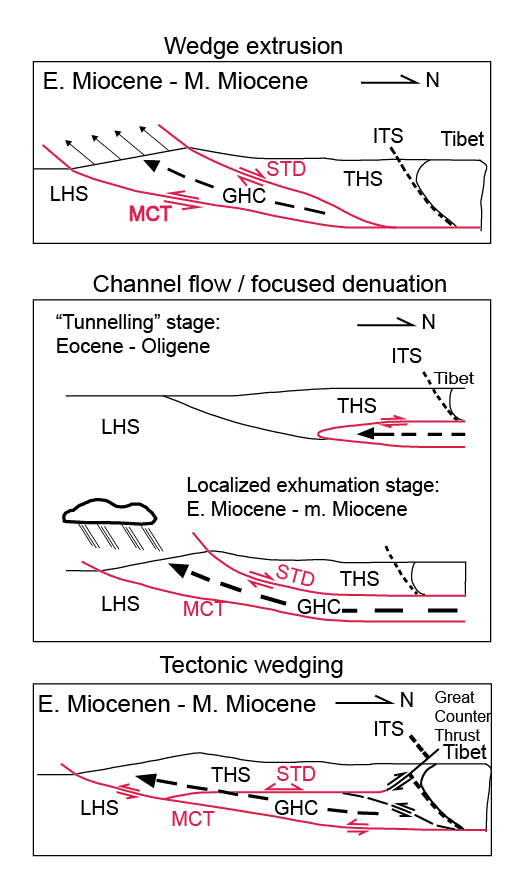
Trois modèles cinématiques de l'orogène himalayen. Modifié d'après Webb (2011). Le modèle d'écoulement de canal discuté dans le texte est illustré au milieu.

Comme évoqué précédemment, de nombreux efforts ont été déployés pour comprendre comment le soulèvement de l'Himalaya et du plateau tibétain a influencé l'apparition de la mousson en Asie du Sud. La plupart des études adoptent une approche consistant d'abord à établir ou à utiliser des modèles tectoniques existants pour déterminer le moment du soulèvement et de l'évolution topographique, puis à évaluer l'impact de la topographie sur le climat régional à l'aide de modèles numériques. Divers modèles tectoniques significatifs ont été discutés dans les sections précédentes. Cependant, le seul modèle quantitatif attribuant un rôle significatif au climat suggère le contraire, à savoir que l'exhumation du flanc sud du plateau tibétain est le résultat d'une dénudation intensifiée par la mousson. 
Un modèle, celui de l'écoulement du canal, explique le soulèvement du Tibet méridional en deux étapes. La première s'est déroulée de l'Éocène à l'Oligocène. La partie médiane de la croûte continentale du Tibet a été probablement partiellement fondue à cette époque et était bordée par un « canal » formé à partir de la croûte rigide supérieure et inférieure. La croûte moyenne en fusion est certainement représentée par des successions de roches à haute température dans le complexe cristallin du Grand Himalaya. La croûte supérieure étant relativement solide, la fonte ne peut pas se propager vers la surface. La deuxième étape s'est déroulée du début au milieu du Miocène. Le phénomène de la mousson sud-asiatique a pris de l'ampleur et les conditions climatiques régionales ont été modifiées. Les précipitations et le vent ont intensifié la dénudation et affaibli la croûte supérieure de façon mécanique (et non thermique). La croûte moyenne en fusion a donc pu traverser la croûte supérieure et s'écouler vers la surface. 
Le dilemme réside dans l'idée que la mousson d'Asie du Sud serait attribuable à l'élévation topographique de l'Himalaya et du plateau tibétain. Selon le modèle d'écoulement des canaux, l'élévation du plateau tibétain nécessite la présence d'une mousson sud-asiatique, ce qui désignerait l'Himalaya comme le seul responsable potentiel du déclenchement du système de mousson. Cependant, une étude menée par Boos & Kuang (2010) a contredit cette hypothèse. L'étude utilise un modèle informatique pour simuler la croissance et l'évolution de la mousson d'Asie du Sud dans trois scénarios : (1) avec la présence de l'Himalaya et du Tibet, (2) avec seulement le Tibet présent, (3) sans l'Himalaya ni le Tibet. Les résultats démontrent que les scénarios (1) et (2) sont tous deux capables de générer des modèles climatiques de mousson similaires, indiquant ainsi que l'Himalaya n'a pas d'impact climatique significatif.

### Pistes des études futures

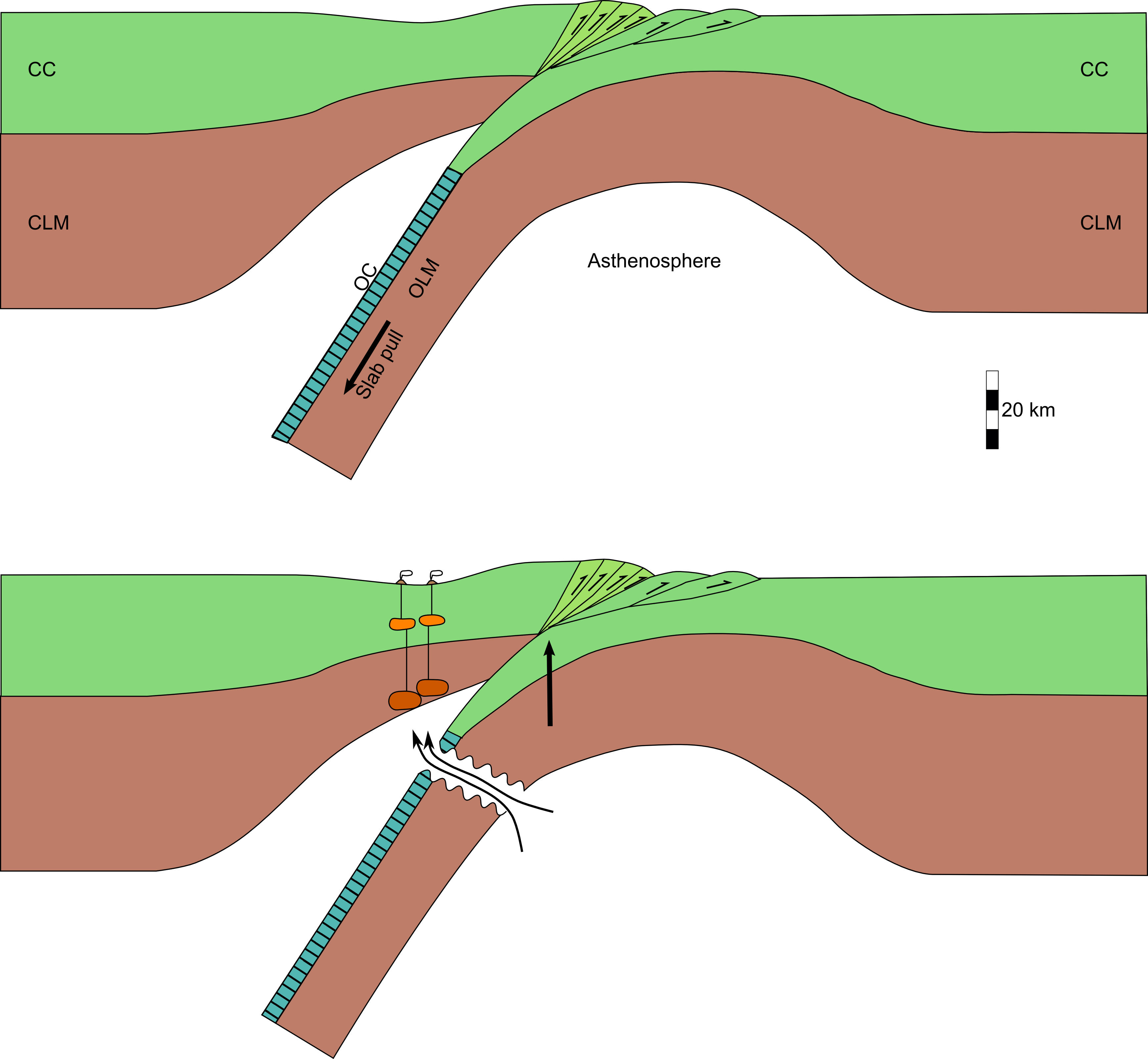
Diagramme schématique illustrant le processus de rupture d’une dalle.

#### Dynamique des dalles
Webb et al. (2017) ont proposé un modèle pour expliquer l'évolution topographique himalayenne en prenant en compte de la dynamique des plaques plongeantes. Ce modèle révèle des disparités temporelles dans l'évolution topographique entre l'Himalaya central-est et l'ouest. Ces différences ont permis une série de rétroactions climatiques positives à se dérouler séquentiellement et à persister dans le temps. Les mécanismes de rétroaction comprennent la mousson induite par la topographie, l'intensification de l'érosion sous l'effet de la mousson et le soulèvement engendré par l'érosion (rebond isostatique). 
Bien que la discussion de ce modèle soit restreinte à une période de 20 millions d'années, ce concept pourrait être appliqué dans des études futures portant sur la période tertiaire. Cela permettrait de mieux comprendre comment le Tibet et la mousson d'Asie du Sud ont co-évolué au fil du temps.

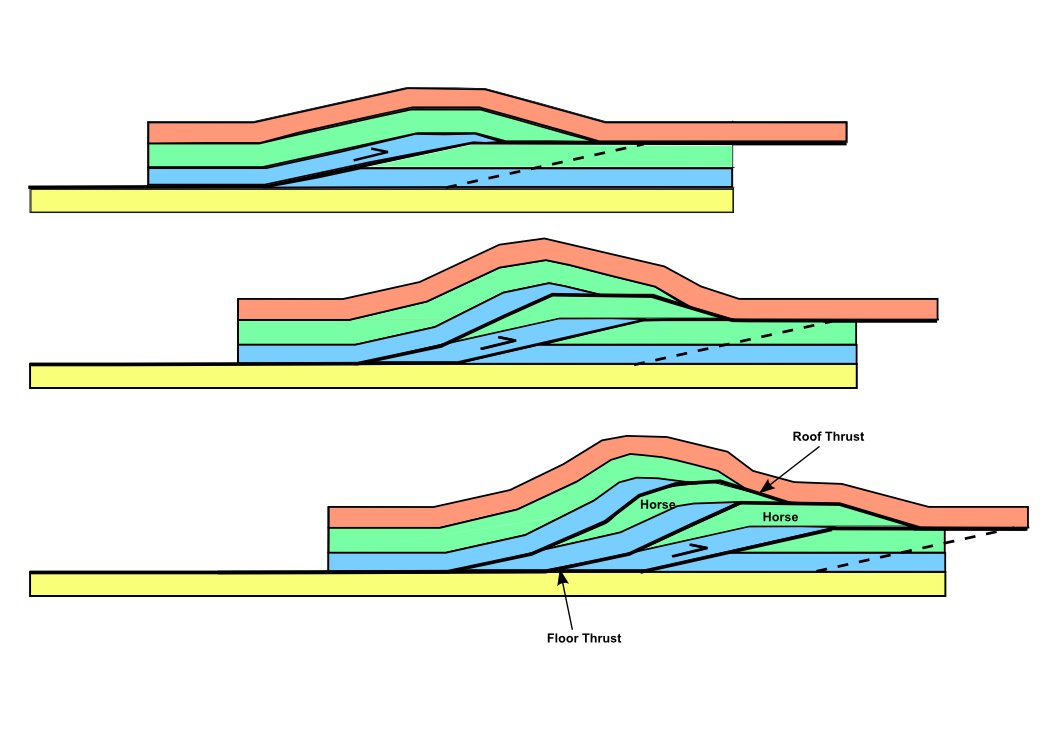
Explication schématique du duplexage.

|       | Himalaya occidental | Centre-Est de l'Himalaya |
| ----- | --- | --- |
| 20 Ma | Une rupture de dalle s'est produite. L'ancienne et dense dalle subductrice se brise et s'enfonce dans le manteau de la cheminée. Cela libère l'attraction gravitationnelle de la dalle sur les matériaux crustaux sus-jacents et conduit à une flexion vers le haut. La topographie de l’Himalaya occidental s’agrandit donc. Une telle augmentation de la topographie aurait pu intensifier la mousson d'Asie du Sud, mais cela n'a pas encore été démontré. | Le centre-est de l’Himalaya connaît un recul et un ancrage continus des dalles. L'effet de l'attraction gravitationnelle de la plaque dense sur la croûte sus-jacente est important. |
| 10 Ma | Après l'intensification du climat de mousson et de l'érosion, l'augmentation de l'apport de sédiments améliore le duplexage vertical. La topographie est donc encore augmentée. Une telle augmentation de la topographie entretient le système de mousson d'Asie du Sud, un taux d'érosion élevé et entretient des mécanismes de rétroaction positive. | Une rupture de dalle s'est produite. L'ancienne et dense dalle subductrice se brise et s'enfonce dans le manteau de la cheminée. Cela libère l'attraction gravitationnelle de la dalle sur les matériaux crustaux sus-jacents et conduit à une flexion vers le haut. L'érosion intensifiée par la mousson pourrait avoir encore accentué le soulèvement topographique du centre-est de l'Himalaya. |

#### Indicateurs climatiques
Les reconstitutions climatiques quaternaires de la région du plateau tibétain sont principalement basées sur l'analyse du pollen,,, tandis que les reconstitutions climatiques mésozoïques exploitent les analyses des foraminifères benthiques des bassins paléo-océaniques,. Seules quelques études se sont focalisées sur la période tertiaire, considérée comme le début de la mousson d'Asie du Sud. D'autres études sur la composition isotopique du carbone tertiaire des paléosols pourraient être menées pour examiner le changement du rapport de végétation C3/C4. Les plantes C3 et C4 pratiquent des mécanismes de fixation du carbone différents. La fixation du C4 est plus économe en eau et favorise donc l'adaptation des plantes aux conditions climatiques extrêmes. Par conséquent, les plantes C4 sont généralement plus abondantes dans les régions tempérées froides et arides. Les isotopes du carbone contenus dans les paléosols, venant des restes de plantes, fournissent une indication précise des variations climatiques. Dans une autre voie de recherche, les reconstructions phylogénétiques des taxons animaux sont utiles car les changements climatiques peuvent favoriser la spéciation ou déclencher l'extinction. 
|  |  |  |